# Daniel Schönbächler
Daniel Schönbächler OSB (* als Martin Schönbächler am 31. März 1942 in Winterthur, Schweiz; † 14. August 2023 im Kloster Disentis) war ein Schweizer römisch-katholischer Ordenspriester und von 2000 bis 2012 der 65. Abt des Klosters Disentis.

## Leben
Schönbächler erlangte das Abitur an der Klosterschule Disentis und absolvierte das Priesterseminar in Chur. Danach trat er in die Benediktinerabtei Disentis ein. 1964 wurde er zum Priester geweiht. Er studierte Theologie in Sant’Anselmo und schloss 1968 mit dem Lizentiat (Lic. theol.) ab. Außerdem studierte er Germanistik und Kunstgeschichte an den Universitäten München und Zürich, wobei er das Mittelschullehrerdiplom erhielt und 1975 zum Dr. phil. promoviert wurde. Seine Dissertation behandelte das Bild der Wirklichkeit im Werk von Josef Vital Kopp. Ab 1973 unterrichtete Schönbächler als Gymnasiallehrer an der Klosterschule Disentis. 
Im Dezember 2000 wurde Schönbächler zum Abt des Klosters Disentis gewählt und im Februar 2001 erteilte ihm Bischof Amédée Grab die Abtsbenediktion. Im April 2012 trat er mit 70 Jahren von seinem Amt zurück.
Schönbächler war auch in der Erwachsenenbildung aktiv, bot Seminare für Persönlichkeitsentfaltung und psychologisch-spirituelle Begleitungen an. Er saß im Vorstand der Stiftung Bündner Kunstsammlung, in der Eidgenössischen Kommission für das Schweizerische Landesmuseum und der Kantonalen Kulturförderungskommission Graubünden.
Eric Bergkraut porträtierte Daniel Schönbächler in dem Dokumentarfilm „Der fliegende Abt. Daniel und seine 27 Brüder“ (2003). Der Titel bezieht sich auf dessen Hobby Gleitschirmfliegen.
Daniel Schönbächler starb am 14. August 2023 im Alter von 81 Jahren.